# Агафоновское муниципальное образование
Агафоновское муниципальное образование — сельское поселение в Питерском районе Саратовской области Российской Федерации.
Административный центр — село Агафоновка.

## История
Статус и границы сельского поселения установлены Законом Саратовской области от 27 декабря 2004 года № 91-ЗСО «О муниципальных образованиях, входящих в состав Питерского муниципального района».

## Население
| 2010  | 2011  | 2012  | 2013  | 2014  | 2015  | 2016  |
| ----- | ----- | ----- | ----- | ----- | ----- | ----- |
| 2159  | ↗2160 | ↘2099 | ↘2073 | ↘2011 | ↘1930 | ↘1924 |
| 2017  | 2018  | 2019  | 2020  | 2021  |       |       |
| ↘1872 | ↘1833 | ↘1779 | ↘1754 | ↘1681 |       |       |

## Состав сельского поселения
| № | Населённый пункт | Тип населённого пункта       | Население |
| - | ---------------- | ---------------------------- | --------- |
| 1 | Агафоновка       | село, административный центр | ↘896      |
| 2 | Нариманово       | посёлок                      | ↘468      |
| 3 | Первопитерский   | посёлок                      | ↘174      |
| 4 | Питерка          | железнодорожная станция      | ↘542      |
| 5 | Решетников       | хутор                        | ↘79       |
| 6 | Светский         | хутор                        |           |